# Lichtung
Il termine tedesco Lichtung, traducibile in italiano con «radura», ma anche «schiarimento», e quindi «illuminazione», è uno dei nuclei teoretici del pensiero di Heidegger, trattato in particolare nei saggi raccolti in Sentieri interrotti.
Convinto che la semantica delle parole abbia dei fondamenti nascosti, Heidegger gioca qui, come altre volte, sul doppio significato di questo termine.

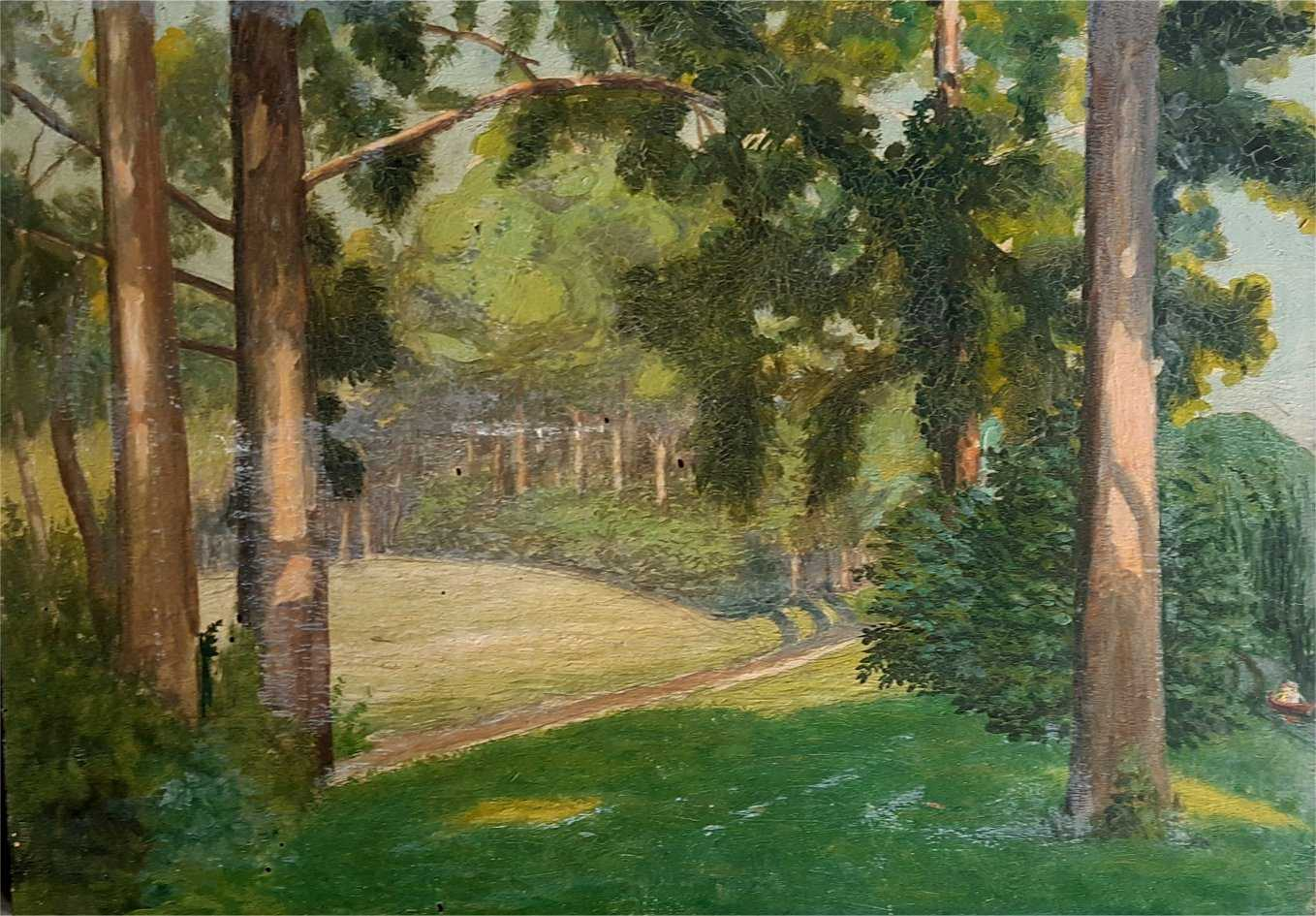
Radura nel bosco, dipinto di Antonio Mosca.

## Lichtungcome luce, radura, verità
Negli scritti intitolati significativamente Sentieri interrotti, a indicare qualcosa d'incompiuto come il procedere senza meta nel bosco, Heidegger ricorre a un'immagine silvestre per spiegare l'impossibilità di definire l'Essere: esso è simile a una foresta buia e intricata, dentro la quale si è costretti a vagare lungo i suoi sentieri senza poterla cogliere in maniera oggettiva e distaccata. Saltuariamente, tuttavia, si approda a un diradamento, appunto una «radura» (Lichtung), che consente di averne una visuale più ampia pur dal suo interno.
Proprio in virtù di questa sua Lichtung, l'Essere è la radura degli enti, nel senso che consente di far luce su di essi, ma è una luce che consiste nel suo stesso "diradarsi" e quindi venir meno.
La Lichtung va interpretata cioè come una sorta di chiaroscuro, in cui per ogni visione e apertura ogni presenza è anche assenza.
L'etimologia deriva dal verbo lichten, che significa diradare, e anche rendere libero e leggero. Ne conseguono i due sensi in cui è possibile intendere la Lichtung: 
- licht–luce, che indica quell'illuminare affinché l'ente possa divenire visibile, ossia intelligibile;
- lichten–diradare, che allude al concedere lo spazio per l'apparizione dell'ente.[3]

Heidegger può così legare il significato di Lichtung a quello greco antico di αλήθεια (aletheia), «verità», rimandando alla problematica correlazione di Da-Sein, Sein e Aletheia, ossia di Esserci, Essere e Verità, per indicare ciò che dis-velandosi "non è più nascosto".
Il significato della parola Lich ha inoltre in comune le sue radici etimologiche col termine italiano «luce».
Traducendo così è possibile ravvisare un'analogia anche con il francese clarière e con l'inglese clearing.